# Saint-Germain-sur-Morin
Pour les articles homonymes, voir Saint-Germain et Morin.
Saint-Germain-sur-Morin est une commune française située dans le département de Seine-et-Marne, en région Île-de-France.

## Géographie

### Localisation
Saint-Germain-sur-Morin est située à 10 km au sud de Meaux sur la rive gauche du Grand Morin.

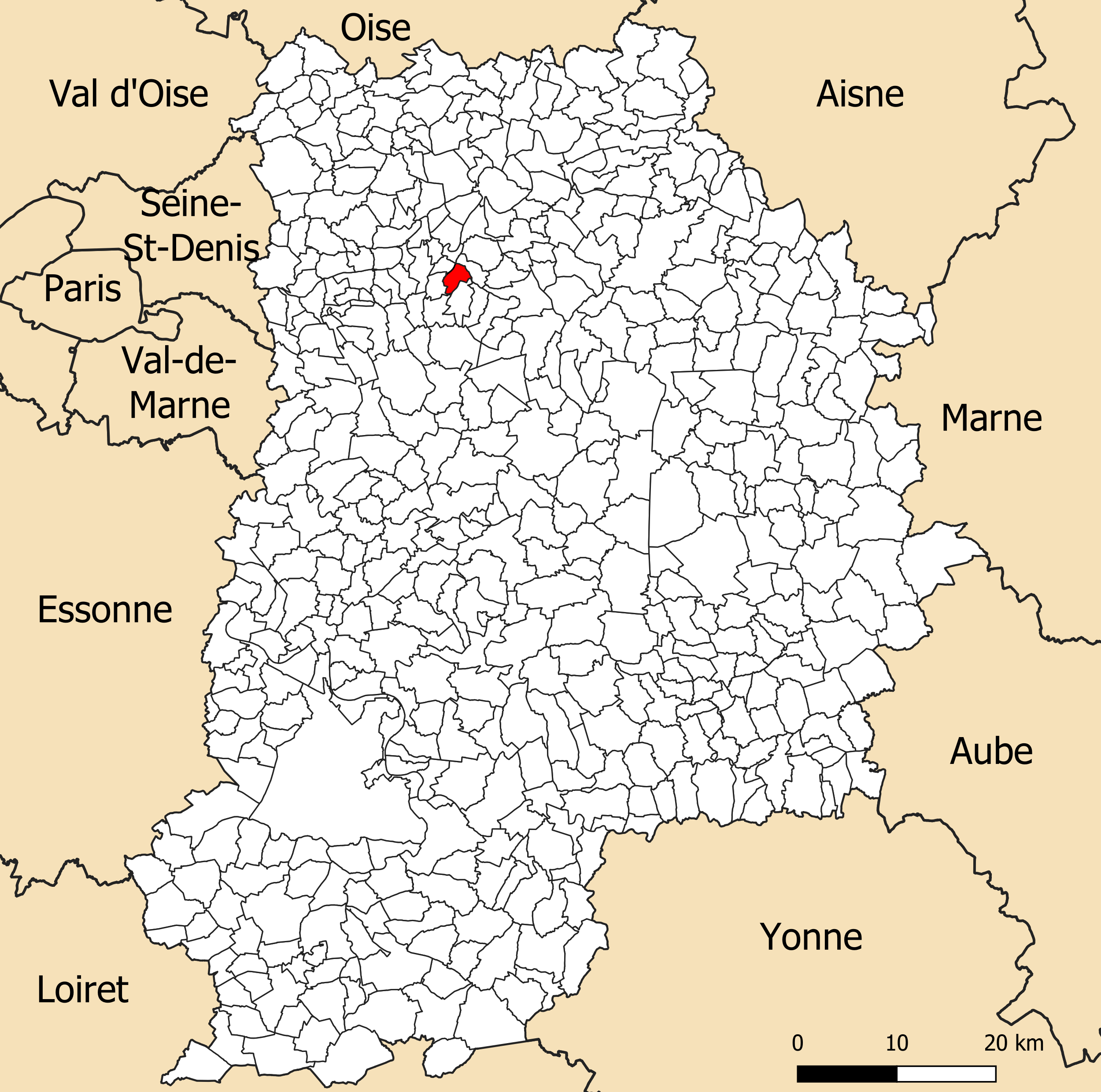
Localisation dans le département de Seine-et-Marne.

### Communes limitrophes
| Montry          |                         | Couilly-Pont-aux-Dames |
|                 | Saint-Germain-sur-Morin |                        |
| Magny-le-Hongre | Coutevroult             | Villiers-sur-Morin     |

### Géologie et relief
L'altitude de la commune varie de 45 mètres à 141 mètres pour le point le plus haut, le centre du bourg se situant à environ 50 mètres d'altitude (mairie). Elle est classée en zone de sismicité 1, correspondant à une sismicité très faible.

### Hydrographie

#### Réseau hydrographique

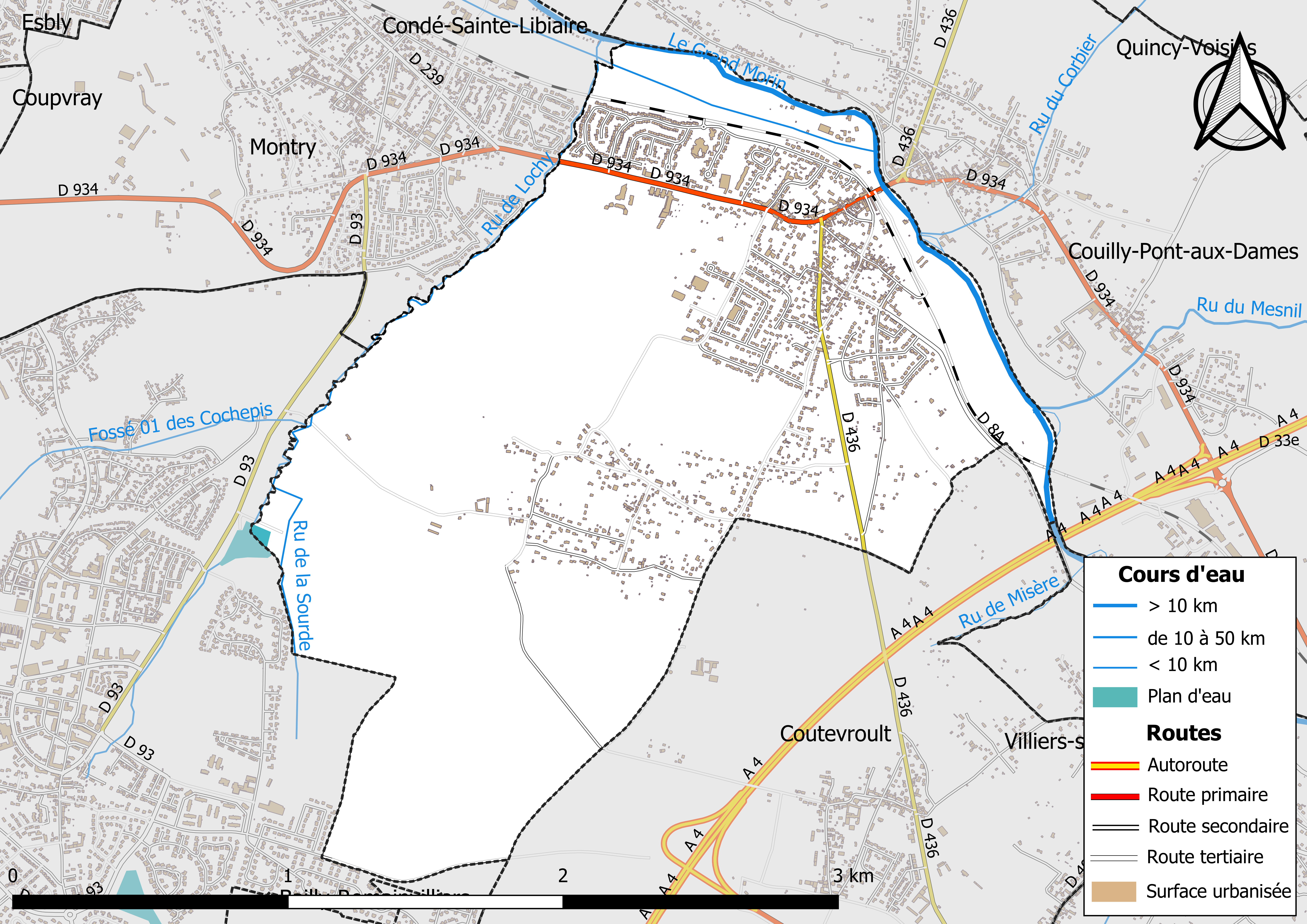
Carte des réseaux hydrographique et routier de Saint-Germain-sur-Morin.

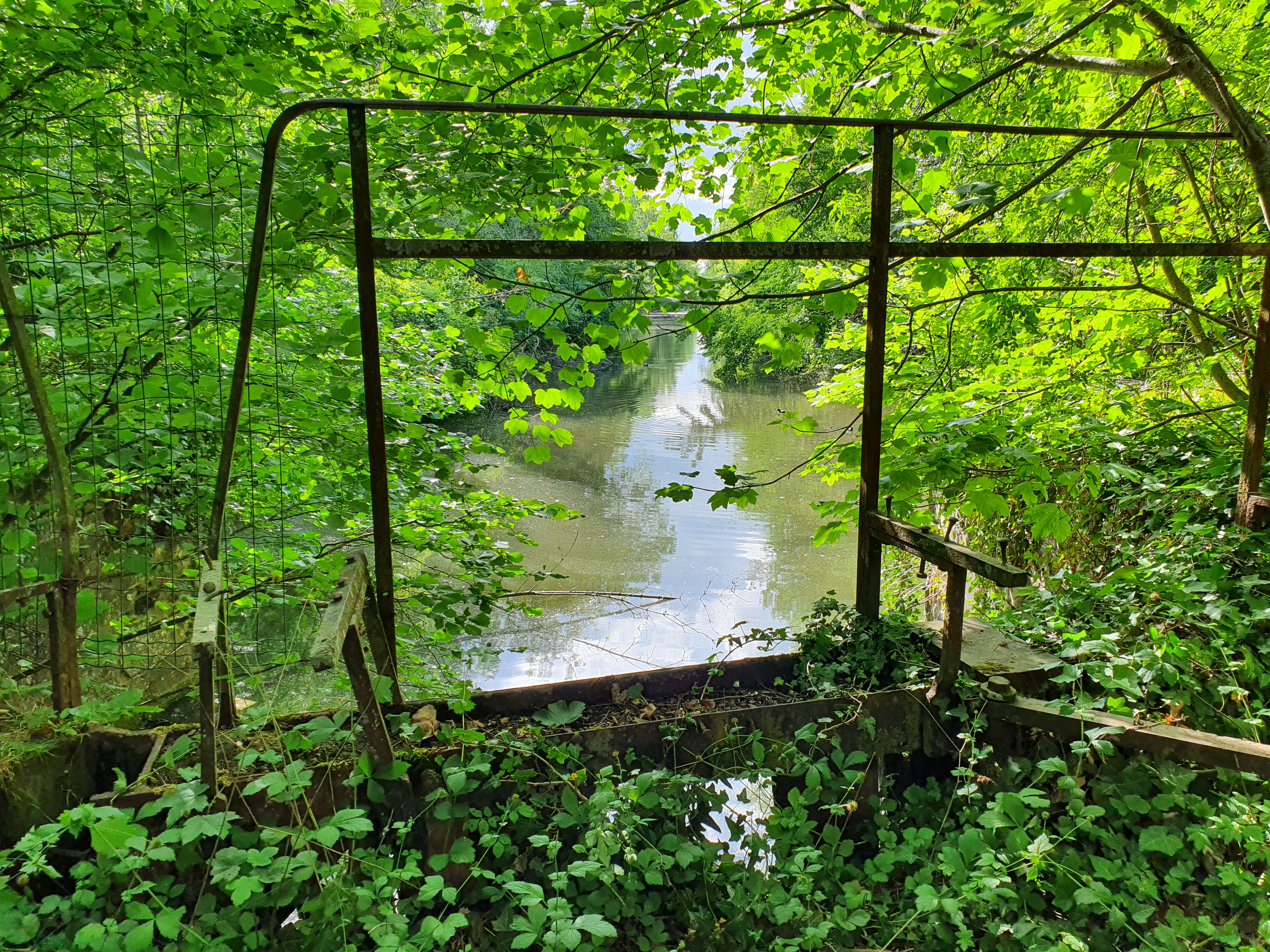
L'ancienne écluse qui permettait de desservir le port de Saint-Germain et qui a été définitivement fermée en 1963

Le réseau hydrographique de la commune se compose de huit cours d'eau référencés :
- la rivière le Grand Morin, longue de 118,16 km[3], affluent en rive gauche de la Marne, ainsi que :
  - un bras de 0,21 km[4] ;
  - un bras de 0,17 km[5] ;
  - un bras de 0,10 km[6] ;
  - le ru de Lochy, 3,68 km[7], affluent du Grand Morin, en limite nord-ouest de la commune ;
    - le ru de la Sourde, 1,05 km[8], et ;
    - le fossé 01 des Cochepis, 1,66 km[9], affluents du ru de Lochy ;
- le canal latéral du Grand Morin, 3,37 km[10], destiné autrefois à alimenter le canal de Chalifert.

La longueur totale des cours d'eau sur la commune est de 5,33 km.

#### Gestion des cours d'eau
Afin d’atteindre le bon état des eaux imposé par la Directive-cadre sur l'eau du 23 octobre 2000, plusieurs outils de gestion intégrée s’articulent à différentes échelles : le SDAGE, à l’échelle du bassin hydrographique, et le SAGE, à l’échelle locale. Ce dernier fixe les objectifs généraux d’utilisation, de mise en valeur et de protection quantitative et qualitative des ressources en eau superficielle et souterraine. Le département de Seine-et-Marne est couvert par six SAGE, au sein du bassin Seine-Normandie.
La commune fait partie du SAGE « Petit et Grand Morin », approuvé le 21 octobre 2016. Le territoire de ce SAGE comprend les bassins du Petit Morin (630 km2) et du Grand Morin (1 185 km2). Le pilotage et l’animation du SAGE sont assurés par le syndicat mixte d'aménagement et de gestion des Eaux (SMAGE) des 2 Morin, qualifié de « structure porteuse ».

### Climat
Pour des articles plus généraux, voir Climat de l'Île-de-France et Climat de Seine-et-Marne.
En 2010, le climat de la commune est de type climat océanique dégradé des plaines du Centre et du Nord, selon une étude du CNRS s'appuyant sur une série de données couvrant la période 1971-2000. En 2020, Météo-France publie une typologie des climats de la France métropolitaine dans laquelle la commune est exposée à un climat océanique altéré et est dans la région climatique Nord-est du bassin Parisien, caractérisée par un ensoleillement médiocre, une pluviométrie moyenne régulièrement répartie au cours de l’année et un hiver froid (3 °C).
Pour la période 1971-2000, la température annuelle moyenne est de 11,3 °C, avec une amplitude thermique annuelle de 15,6 °C. Le cumul annuel moyen de précipitations est de 703 mm, avec 11,2 jours de précipitations en janvier et 7,9 jours en juillet. Pour la période 1991-2020, la température moyenne annuelle observée sur la station météorologique la plus proche, située sur la commune de Changis-sur-Marne à 15 km à vol d'oiseau, est de 11,9 °C et le cumul annuel moyen de précipitations est de 710,1 mm,. Pour l'avenir, les paramètres climatiques de la commune estimés pour 2050 selon différents scénarios d'émission de gaz à effet de serre sont consultables sur un site dédié publié par Météo-France en novembre 2022.

### Milieux naturels et biodiversité

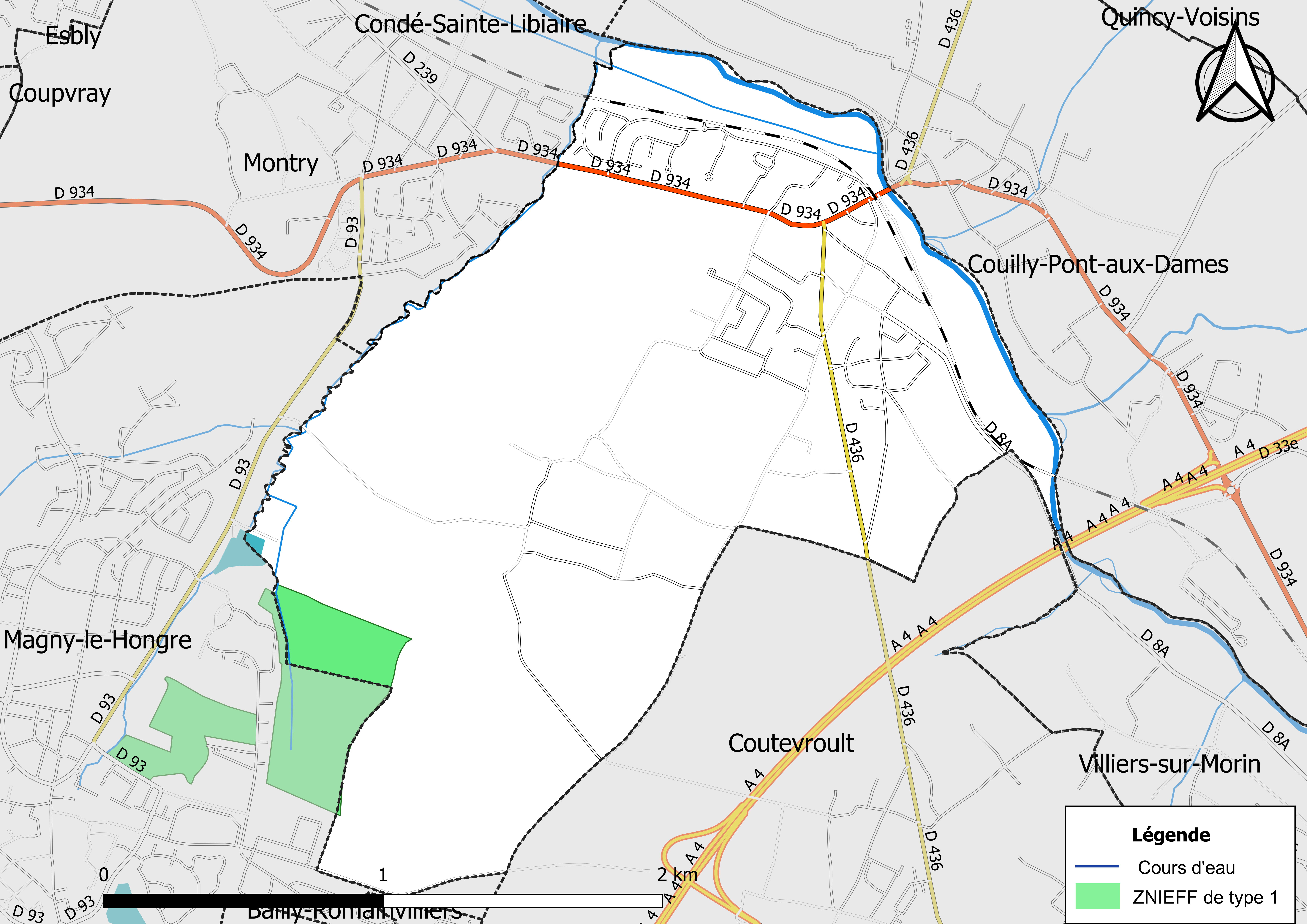
Carte des ZNIEFF de type 1 localisées sur la commune.

L’inventaire des zones naturelles d'intérêt écologique, faunistique et floristique (ZNIEFF) a pour objectif de réaliser une couverture des zones les plus intéressantes sur le plan écologique, essentiellement dans la perspective d’améliorer la connaissance du patrimoine naturel national et de fournir aux différents décideurs un outil d’aide à la prise en compte de l’environnement dans l’aménagement du territoire.
Le territoire communal de Saint-Germain-sur-Morin comprend une ZNIEFF de type 1,,, 
les « Boisement de Montguillon et bois de la Garenne » (35,44 ha), couvrant 2 communes du département.

## Urbanisme

### Typologie
Au 1er janvier 2024, Saint-Germain-sur-Morin est catégorisée ceinture urbaine, selon la nouvelle grille communale de densité à sept niveaux définie par l'Insee en 2022.
Elle appartient à l'unité urbaine de Bailly-Romainvilliers, une agglomération intra-départementale regroupant quatorze  communes, dont elle est une commune de la banlieue,,. Par ailleurs la commune fait partie de l'aire d'attraction de Paris, dont elle est une commune de la couronne,. Cette aire regroupe 1 929 communes,.

### Occupation des sols
L'occupation des sols de la commune, telle qu'elle ressort de la base de données européenne d’occupation biophysique des sols Corine Land Cover (CLC), est marquée par l'importance des territoires agricoles (52,3 % en 2018), en diminution par rapport à 1990 (78,1 %). La répartition détaillée en 2018 est la suivante : 
terres arables (50,1% ), zones urbanisées (40,2% ), forêts (7,5% ), prairies (2,2 %).
Parallèlement, L'Institut Paris Région, agence d'urbanisme de la région Île-de-France, a mis en place un inventaire numérique de l'occupation du sol de l'Île-de-France, dénommé le MOS (Mode d'occupation du sol), actualisé régulièrement depuis sa première édition en 1982. Réalisé à partir de photos aériennes, le Mos distingue les espaces naturels, agricoles et forestiers mais aussi les espaces urbains (habitat, infrastructures, équipements, activités économiques, etc.) selon une classification pouvant aller jusqu'à 81 postes, différente de celle de Corine Land Cover,,. L'Institut met également à disposition des outils permettant de visualiser par photo aérienne l'évolution de l'occupation des sols de la commune entre 1949 et 2018.

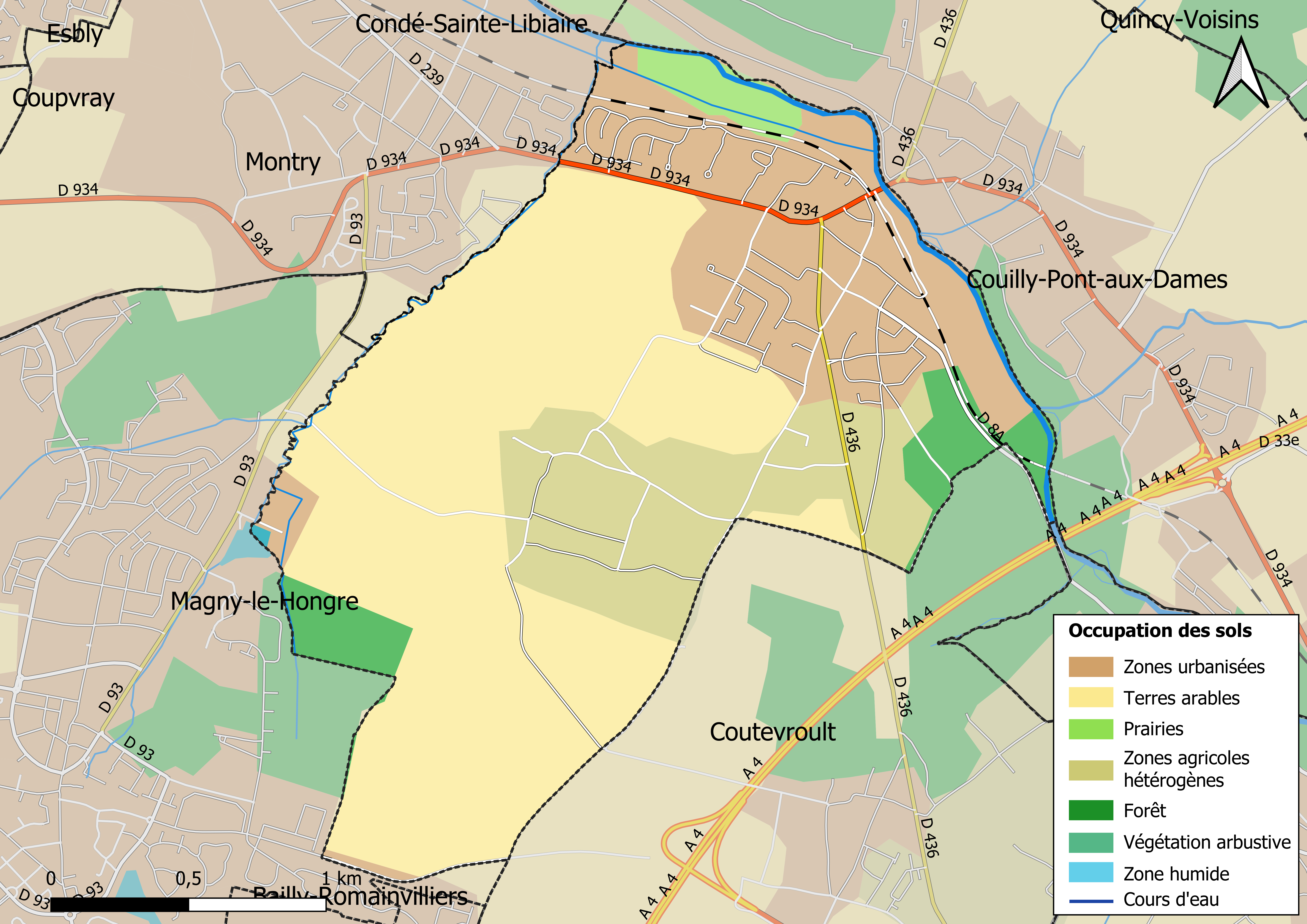
Carte des infrastructures et de l'occupation des sols en 2018 (CLC) de la commune.
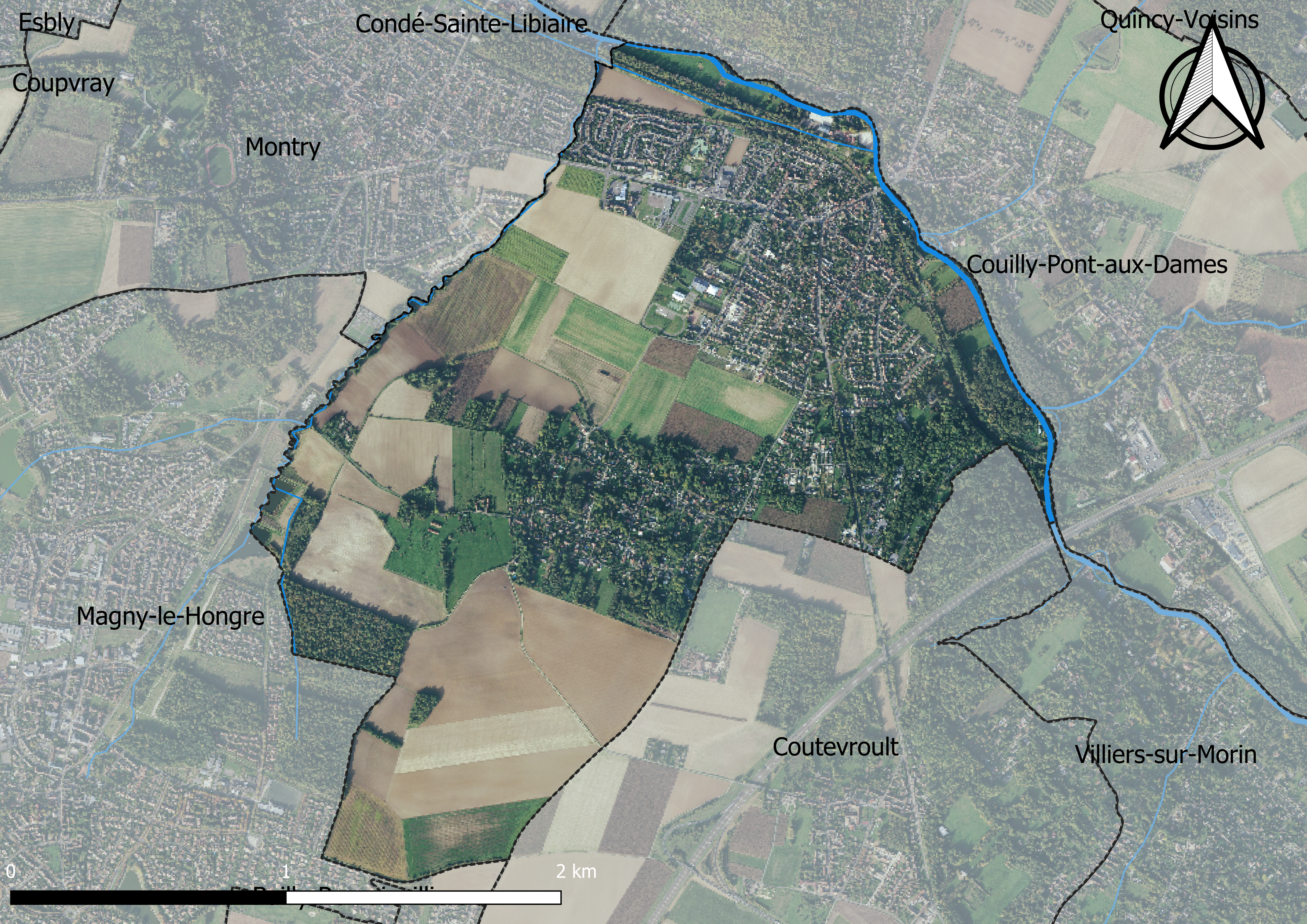
Carte orhophotogrammétrique de la commune.

### Planification
La commune disposait en 2019 d'un plan local d'urbanisme approuvé. Un plan local d'urbanisme intercommunal couvrant le territoire de la communauté de communes des Deux Morin, prescrit le 28 juin 2018, était en élaboration,. Le zonage réglementaire et le règlement associé peuvent être consultés sur le Géoportail de l'urbanisme.

### Lieux-dits et écarts

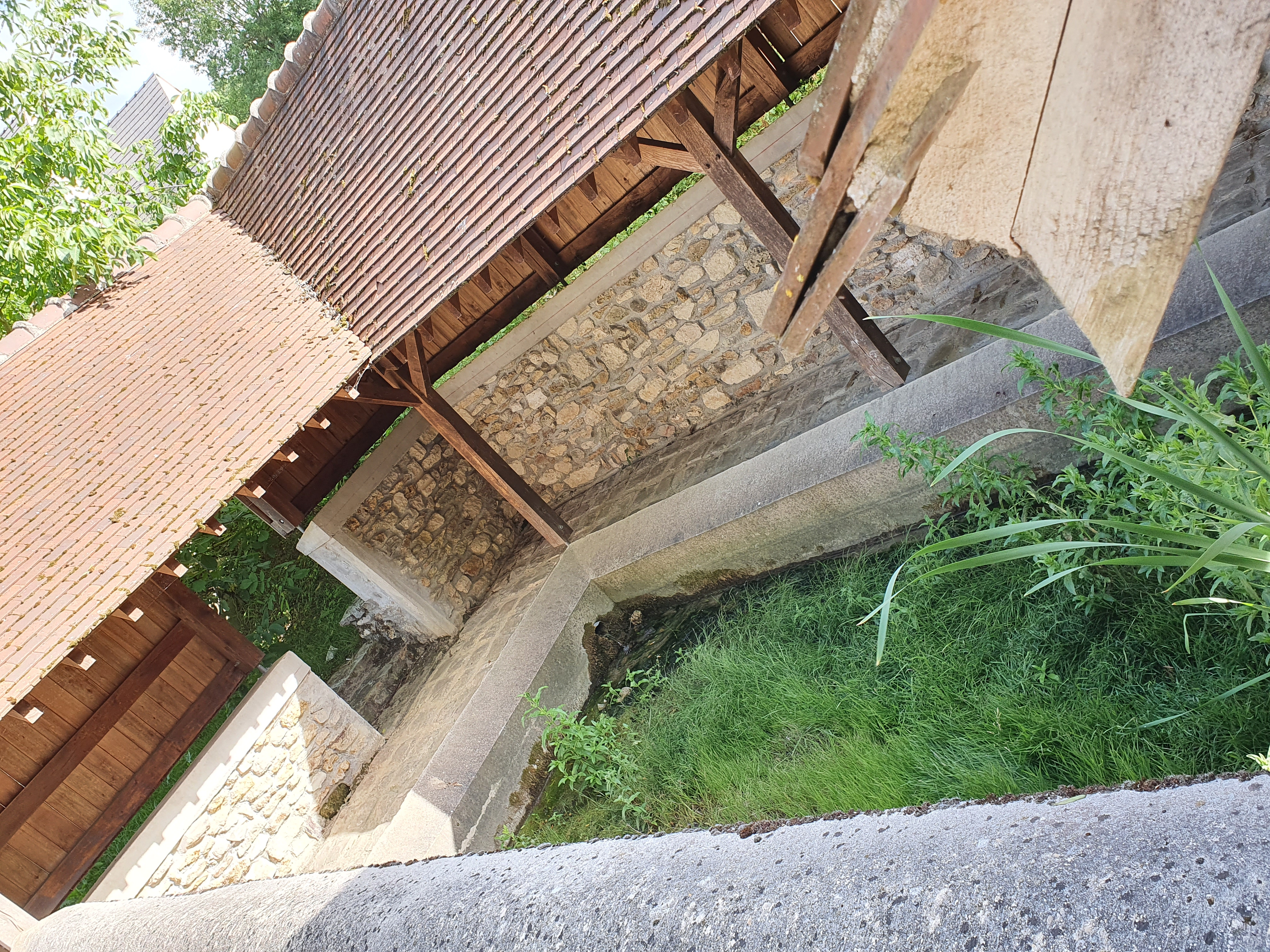
Lavoir de Saint-Quentin à Montguillon.

La commune compte 27 lieux-dits administratifs répertoriés consultables ici dont Montguillon (source : le fichier Fantoir).

### Intercommunalité
Saint-Germain-sur-Morin fait partie de Val d'Europe Agglomération avec 9 autres communes.
Elle s'y est rajoutée en 2020, en faisant le choix de quitter son ancienne intercommunalité, avec les communes d'Esbly et de Montry, après Villeneuve-le-Comte et Villeneuve-Saint-Denis en 2018.
Les 5 communes historiques de l'intercommunalité sont Chessy, Serris, Coupvray, Bailly-Romainvilliers et Magny-le-Hongre.
Auparavant, la commune faisait partie de la communauté de communes du Pays Créçois, de 2013 à 2020.

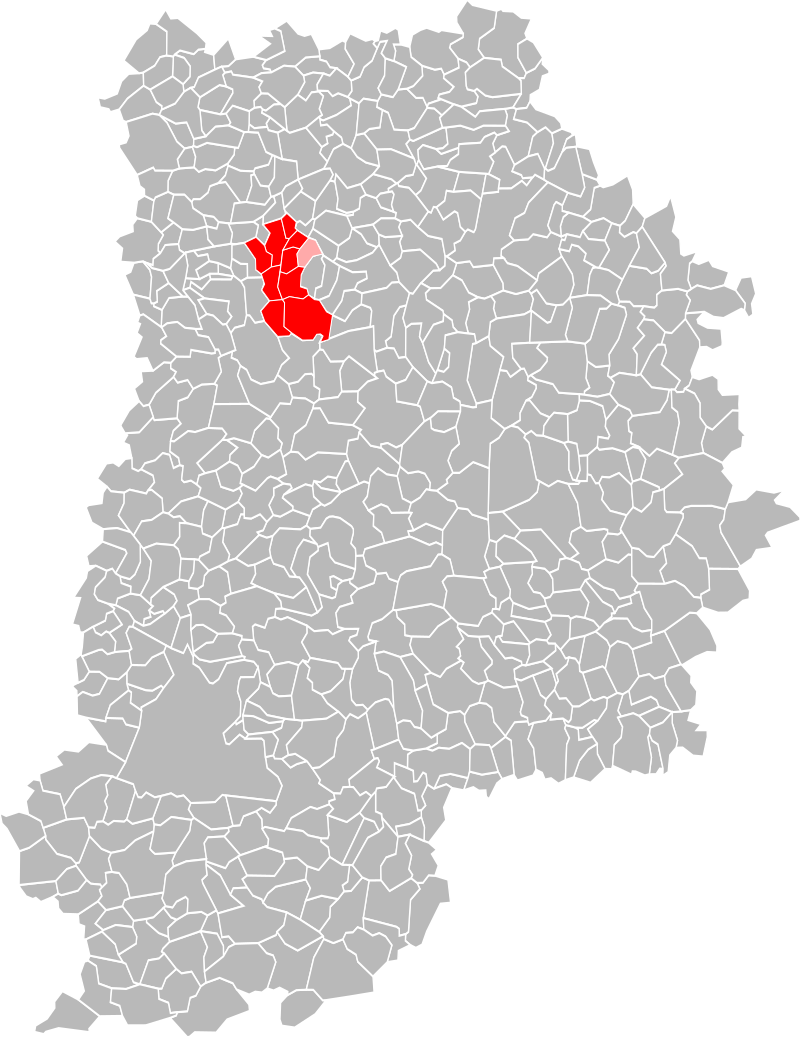
Localisation de Saint-Germain-sur-Morin au sein de Val d'Europe Agglomération.

### Logement
En 2017, le nombre total de logements dans la commune était de 1 483 dont 80,4 % de maisons (maisons de ville, corps de ferme, pavillons, etc.) et 18,5 % d'appartements.
Parmi ces logements, 92,9 % étaient des résidences principales, 0,9 % des résidences secondaires et 6,2 % des logements vacants.
La part des ménages fiscaux propriétaires de leur résidence principale s'élevait à 81,7 % contre 13,5 % de locataires dont, 2,4 % de logements HLM loués vides (logements sociaux) et, 4,8 % logés gratuitement.

### Voies de communication et transports
La commune est desservie par :
- la gare de Couilly - Saint-Germain - Quincy de la ligne 14 du tramway d'Île-de-France ;
- la ligne 14 du réseau de bus de Marne-la-Vallée ;
- la ligne 19 du réseau de bus Meaux et Ourcq.

## Toponymie
Le nom de Saint-Germain-sur-Morin a été substitué à celui de Saint-Germain-lès-Couilly par décret du 14 octobre 1915.
Parochia sancti Germani quae Colliacus dicitur vers 1134 ; Apud Sanctum Germanum vers 1172 ; Presbiter Sancti Germani de Coilliaco en 1218 ; Sanctus Germanus de Coulliaco en ; Sanctus Germanus juxta Coilliacum en 1265 ; Sanctus Germanus juxta Coollyacum en 1284 ; Saint Germain de lès Coully en 1329 ; Saint Germain lez Coully en 1370 ; Saint Germain lez Coully en Brye en 1459 ; La seigneurie de Saint Germain les Couilly en 1574 ; Saint Germain lez Couilly en Brie en 1610 ; Saint Germain les Cueilly en 1638 ; Sanctus Germanus subtus Collyacum en 1657 ; Saint Germain sous Coully en 1672 ; Saint Germain en Brie en 1718 ; Saint Germain en Brie sous Couilly en 1785 ; Saint Germain les Couilly en 1793 : Couilly de Colliacum ou Coulliacum est attesté très tôt dans plusieurs documents administratifs. Il s'agit vraisemblablement d'une formation toponymique gauloise ou gallo-romaine. Le second élément est apparemment le suffixe d'origine gauloise *-(i)āko devenu *-(I)ACU en gallo-roman et généralement latinisé en -(i)acum, -(i)aco, -(i)acus dans les textes. Suffixe locatif à l'origine, il désigne à l'époque romaine la propriété.
L'origine de son nom vient de la possession des terres du territoire par les Bénédictins de l’Abbaye Saint-Germain-des-Prés de Paris (dont la commune a repris les armoiries).
La commune est traversée par la rivière le Grand Morin.

## Histoire
En 1100, Couilly et Saint-Germain-lès-Couilly formaient deux paroisses distinctes tout en étant à l'origine qu'un seul et même bourg séparé par un pont sur le Morin.

## Politique et administration

### Liste des maires
| Période                                  | Période                   | Identité               | Étiquette             | Qualité                                                                               |
| ---------------------------------------- | ------------------------- | ---------------------- | --------------------- | ------------------------------------------------------------------------------------- |
| Les données manquantes sont à compléter. |                           |                        |                       |                                                                                       |
| décembre 1962                            | mars 1965                 | Raymond Gillet         |                       |                                                                                       |
| mars 1965                                | mars 1971                 | Henri Vilcot           |                       |                                                                                       |
| mars 1971                                | mars 1977                 | Jeanne Cousin          |                       |                                                                                       |
| mars 1977                                | 1978                      | Jean Engeldinger       |                       |                                                                                       |
| 1978                                     | mars 1983                 | Rolland Chainbaux      |                       |                                                                                       |
| mars 1983                                | mars 1989                 | Jean-François Marcilly |                       | Docteur en pharmacie                                                                  |
| mars 1989                                | juin 1995                 | Alexandre Prodhomme    |                       |                                                                                       |
| juin 1995                                | janvier 2010 (démission)  | Patrick Geremia        | DVG (app. PS) puis PG | Maire honoraire                                                                       |
| janvier 2010                             | mars 2014                 | Alain Gaillard         | DVG                   | Retraité                                                                              |
| mars 2014                                | décembre 2016 (démission) | Joël Klempouz          | DVD                   | Cadre supérieur                                                                       |
| décembre 2016                            | En cours                  | Gérard Gourovitch      | DVD                   | Ingénieur Vice-président de Val d'Europe Agglomération Réélu pour le mandat 2020-2026 |

### Ville internet
En 2005, la commune a reçu le label « Ville Internet @ ».

## Équipements et services

### Eau et assainissement
L’organisation de la distribution de l’eau potable, de la collecte et du traitement des eaux usées et pluviales relève des communes. La loi NOTRe de 2015 a accru le rôle des EPCI à fiscalité propre en leur transférant cette compétence. Ce transfert devait en principe être effectif au 1er janvier 2020, mais la loi Ferrand-Fesneau du 3 août 2018 a introduit la possibilité d’un report de ce transfert au 1er janvier 2026,.

#### Assainissement des eaux usées
En 2020, la gestion du service d'assainissement collectif de la commune de Saint-Germain-sur-Morin est assurée par  le SMA de Couilly-Pont-aux-Dames St-Germain/Morin pour la collecte, le transport et la dépollution. Ce service est géré en délégation par une entreprise privée, dont le contrat arrive à échéance le 31 décembre 2028,,.
L’assainissement non collectif (ANC) désigne les installations individuelles de traitement des eaux domestiques qui ne sont pas desservies par un réseau public de collecte des eaux usées et qui doivent en conséquence traiter elles-mêmes leurs eaux usées avant de les rejeter dans le milieu naturel. Le SMA de Couilly-Pont-aux-Dames St-Germain/Morin assure pour le compte de la commune le service public d'assainissement non collectif (SPANC), qui a pour mission de vérifier la bonne exécution des travaux de réalisation et de réhabilitation, ainsi que le bon fonctionnement et l’entretien des installations. Cette prestation est déléguée à l'entreprise Veolia, dont le contrat arrive à échéance le 31 décembre 2028,.

#### Eau potable
En 2020, l'alimentation en eau potable est assurée par le SMAEP de Thérouanne, Marne et Morin (TMM) qui en a délégué la gestion à la SAUR, dont le contrat expire le 30 juin 2023,,.
Les nappes de Beauce et du Champigny sont classées en zone de répartition des eaux (ZRE), signifiant un déséquilibre entre les besoins en eau et la ressource disponible. Le changement climatique est susceptible d’aggraver ce déséquilibre. Ainsi afin de renforcer la garantie d’une distribution d’une eau de qualité en permanence sur le territoire du département, le troisième Plan départemental de l’eau signé, le 3 octobre 2017, contient un plan d’actions afin d’assurer avec priorisation la sécurisation de l’alimentation en eau potable des Seine-et-Marnais. A cette fin a été préparé et publié en décembre 2020 un schéma départemental d’alimentation en eau potable de secours dans lequel huit secteurs prioritaires sont définis. La commune fait partie du secteur Meaux.

## Population et société

### Démographie
L'évolution du nombre d'habitants est connue à travers les recensements de la population effectués dans la commune depuis 1793. Pour les communes de moins de 10 000 habitants, une enquête de recensement portant sur toute la population est réalisée tous les cinq ans, les populations de référence des années intermédiaires étant quant à elles estimées par interpolation ou extrapolation. Pour la commune, le premier recensement exhaustif entrant dans le cadre du nouveau dispositif a été réalisé en 2007.

En 2022, la commune comptait 3 892 habitants, en évolution de +7,75 % par rapport à 2016 (Seine-et-Marne : +3,92 %, France hors Mayotte : +2,11 %).
| 1793 | 1800 | 1806 | 1821 | 1831 | 1836 | 1841 | 1846 | 1851 |
| ---- | ---- | ---- | ---- | ---- | ---- | ---- | ---- | ---- |
| 568  | 621  | 624  | 575  | 627  | 568  | 564  | 584  | 533  |

| 1856 | 1861 | 1866 | 1872 | 1876 | 1881 | 1886 | 1891 | 1896 |
| ---- | ---- | ---- | ---- | ---- | ---- | ---- | ---- | ---- |
| 513  | 522  | 510  | 528  | 474  | 480  | 517  | 510  | 527  |

| 1901 | 1906 | 1911 | 1921 | 1926 | 1931 | 1936 | 1946 | 1954 |
| ---- | ---- | ---- | ---- | ---- | ---- | ---- | ---- | ---- |
| 628  | 538  | 509  | 570  | 632  | 714  | 614  | 637  | 746  |

| 1962 | 1968 | 1975  | 1982  | 1990  | 1999  | 2006  | 2007  | 2012  |
| ---- | ---- | ----- | ----- | ----- | ----- | ----- | ----- | ----- |
| 703  | 676  | 2 067 | 2 124 | 2 356 | 2 755 | 3 281 | 3 362 | 3 541 |

| 2017  | 2022  | - | - | - | - | - | - | - |
| ----- | ----- | - | - | - | - | - | - | - |
| 3 664 | 3 892 | - | - | - | - | - | - | - |

### Festivités et événements
- Fête au bord de l'eau : la fête au bord de l'eau a été créée dans les années 1970 par les nouveaux habitants du village (en 1973 la population a triplé avec la construction d'une zone pavillonnaire de 230 logements). C'était à l'époque une « Fête 1900 » pour laquelle les habitants se déguisaient en costumes d'époque. Abandonné dans les années 1990, le thème de la fête 1900 a été repris en 2006.[réf. nécessaire]

### Bien communs informationnels
La ville de Saint-Germain-sur-Morin a initié en 2002 un mouvement d'équipement informatique basé sur les logiciels libres. En collaboration avec l'association des parents d'élèves et les enseignants, avec un financement de la région Ile-de-France, l'école élémentaire a été équipée d'un réseau informatique comprenant une salle informatique et des ordinateurs en fond de classe (notamment des terminaux X) reliés à un serveur AbulÉdu.
En 2005, ce fut le tour de la bibliothèque d'être équipée avec un serveur informatique et le logiciel libre Koha qui lui permet notamment de mettre en ligne le catalogue de la bibliothèque.

### Sports
La Randonnée cyclisme du Grand Morin est organisée par le club cyclotourisme de Saint-Germain-sur-Morin « la roue libre » tous les ans le premier week-end du mois de juin.
Le club de basket-ball de la ville, Saint-Germain Basket Club, a fusionné avec le voisin des communes de Bailly-Romainvilliers, Magny-le-Hongre et Chessy, ainsi que le club de Crécy-la-Chapelle, en 2005, formant ainsi le Val d'Europe Pays Créçois Basket Club.

## Économie

### Revenus de la population et fiscalité
En 2018, le nombre de ménages fiscaux de la commune était de 1 410 (dont 72 % imposés), représentant 3 768 personnes et la  médiane du revenu disponible par unité de consommation  de 26 550 euros.

### Emploi
En 2017 , le nombre total d’emplois dans la zone était de 520, occupant 1 766 actifs  résidants.
Le taux d'activité de la population (actifs ayant un emploi) âgée de 15 à 64 ans s'élevait à 73,6 % contre un taux de chômage de 5,6 %. 
Les 20,8 % d’inactifs se répartissent de la façon suivante : 10,3 % d’étudiants et stagiaires non rémunérés, 5,2 % de retraités ou préretraités et 5,4 % pour les autres inactifs.

### Secteurs d'activité

#### Entreprises et commerces
En 2019, le nombre d’unités légales et d’établissements (activités marchandes hors agriculture. ) par secteur d'activité était de 232 dont 8 dans l’industrie manufacturière, industries extractives et autres, 35 dans la construction, 63 dans le commerce de gros et de détail, transports, hébergement et restauration, 7 dans l’Information et communication, 6 dans les activités financières et d'assurance, 12 dans les activités immobilières, 43 dans les activités spécialisées, scientifiques et techniques et activités de services administratifs et de soutien, 23 dans l’administration publique, enseignement, santé humaine et action sociale et 35  étaient relatifs aux autres activités de services.
En 2020, 37 entreprises ont été créées sur le territoire de la commune, dont 27 individuelles.
Au 1er janvier 2021, la commune ne disposait pas d’hôtel et de terrain de camping.
- Centre d'affaires Saint-Germain ;
- Chambres d'hôtes

Et au début du XXe siècle, c'était une entreprise fabriquant des pétrins, des moteurs et des tracteurs (vendus dans toute la France, en Algérie, en Tunisie et en Espagne), l’entreprise L. Bugaud Père et ses fils (constructeurs-mécaniciens), qui était implantée à Saint-Germain-sur-Morin.

#### Agriculture
Saint-Germain-sur-Morin est dans la petite région agricole dénommée les « Vallées de la Marne et du Morin », couvrant les vallées des deux rivières, en limite de la Brie. En 2010, l'orientation technico-économique de l'agriculture sur la commune est la culture de céréales et d'oléoprotéagineux (COP).
Si la productivité agricole de la Seine-et-Marne se situe dans le peloton de tête des départements français, le département enregistre un double phénomène de disparition des terres cultivables (près de 2 000 ha par an dans les années 1980, moins dans les années 2000) et de réduction d'environ 30 % du nombre d'agriculteurs dans les années 2010. Cette tendance n'est pas confirmée au niveau de la commune qui voit le nombre d'exploitations rester constant entre 1988 et 2010. Parallèlement, la taille de ces exploitations diminue, passant de 16 ha en 1988 à 11 ha en 2010.
Le tableau ci-dessous présente les principales caractéristiques des exploitations agricoles de Saint-Germain-sur-Morin, observées sur une période de 22 ans : 
|                                      | 1988 | 2000 | 2010 |
| ------------------------------------ | ---- | ---- | ---- |
| Dimension économique,                |      |      |      |
| Nombre d’exploitations (u)           | 2    | 1    | 2    |
| Travail (UTA)                        | 1    | 0    | 0    |
| Surface agricole utilisée (ha)       | 31   | 21   | 22   |
| Cultures                             |      |      |      |
| Terres labourables (ha)              | s    | s    | s    |
| Céréales (ha)                        | s    | s    | s    |
| dont blé tendre (ha)                 | s    | s    | s    |
| dont maïs-grain et maïs-semence (ha) | s    | s    | s    |
| Tournesol (ha)                       | 0    |      |      |
| Colza et navette (ha)                | 0    |      |      |
| Élevage                              |      |      |      |
| Cheptel (UGBTA)                      | 7    | 1    | 0    |

## Culture locale et patrimoine

### Monuments et lieux remarquables
La commune ne compte pas de monument répertorié à l'inventaire des monuments historiques (Base Mérimée).

### Autres lieux et monuments
- Église Saint-Germain-de-Paris[Note 12], à laquelle il convient d’ajouter le patrimoine mobilier classé suivant : 
  - Statuette de saint Sébastien[78] ;
  - Retable du maître-autel, tableau de la Vierge à l'Enfant et deux statues : saint Germain et saint Vincent (chœur)[79] ;
  - Plaque funéraire[80] ;
  - Bancs de fidèles (Nef)[81].
  - Fonts baptismaux (bas-côté droit)[82] ;
  - Statue de la Vierge à l'Enfant (Bas-côté droit)[83].
- Mairie, auquel il convient d’ajouter le patrimoine mobilier classé suivant : 
  - Tableau : La Charité[84] ;
  - Tableau ; La Foi[85] ;
  - Tableau : L'Espérance[86].

### Patrimoine environnemental
Le Grand Morin prend à Saint-Germain les allures d'une paisible rivière, ce qui fait de la balade au fil de l'eau l'un des principaux attraits non seulement de ce village mais aussi de toute la vallée. Il reste la bâtisse (privée) d'un moulin à eau sur un bras du Morin. Le moulin n'a plus sa roue, mais le bras passe toujours sous l'ancienne maison du meunier.
Cependant, des crues occasionnelles sont redoutées par leur rapidité et leur importance, ce qui a valu à cette rivière le surnom de petit Nil.

### Héraldique
|  | Les armes de la ville se blasonnent ainsi : D'azur à trois fleurs de lis d'or, à l'écusson de sable en abîme chargé de trois besants d'argent. |